# 〜明日も絶対〜パチるん?
『〜明日も絶対〜パチるん?』（あしたもぜったいぱちるん）は、かつて放送されていたパチンコ・パチスロ情報番組。

## 概要
地上波の群馬テレビで放送していたほか、スカパー!・パチ・スロ サイトセブンTV、パチンコ情報サイト「PS・STATION-TV」でも視聴可能であった。2009年1月24日（群馬テレビでの放送日）に終了。
番組は地上波で放送するテレビ局ごとに出演者が異なる3つのバージョンが存在した（いわゆる企画ネット番組）。出演者の詳細などは、以下で詳述する。

### シーズン1
基本的にはホストとなる芸能人が、毎週ゲストと2対2のチーム戦で対決を行う（1対1の場合もある）。ゲストは原則として2週連続出演し、ホストとパチンコ・パチスロで各1回ずつ対決する（1回の収録で、午前・午後と店を移動して2本撮りする）。ホスト・ゲストとコンビを組む人間は、多くの場合対決の場となるパチンコ店の店員が務める。
勝敗は出玉ではなく、当選したボーナスをその種類に応じて独自のポイントに換算し、制限時間の60分間以内に獲得したポイントの合計で競う。この際ホスト・ゲスト本人が引いたボーナスについてはポイントが2倍に換算される。制限時間終了後ポイントが同点の場合はサドンデスの延長戦（最大30分間）に突入し、先にボーナスを引いたチームの勝利となる。
ホスト側（パチるん?チーム）が勝利した場合は、対戦会場となったパチンコホールにおいて、後日「パチるん?シート」と呼ばれる台（パチンコなら甘い釘調整、パチスロなら高設定確定の台）が用意される。一方ゲスト側（挑戦者チーム）が勝利した場合は、ゲストにスポンサーから賞品が贈られるほか（MP3プレイヤーなどの場合が多い）、視聴者に抽選でプレゼントが提供される。

### シーズン2
2008年7月より番組が大きくリニューアルされ、対戦ルールも変更された。
対戦はレギュラーであるヒロシ・ヤング（ホスト・解説兼任）がゲスト芸能人と1対1で行う。ゲストが原則として2週連続出演する（2本撮り）点は従来と同じ。勝敗は一般的な出玉勝負に改められたが、特定の演出を出した場合には出玉に関係なくその時点でその演出を出した側の勝利。

## 放送局・放送時間
（最終回放送時点）
- 群馬テレビ - 毎週土曜 24:00-24:30
- パチ・スロ サイトセブンTV - 毎週月曜 13:30-14:00（初回放送、リピートあり）
- PS・STATION-TV - 毎週月曜更新

## 出演者
ホスト：西本はるか（放送開始～2008年6月29日放送分）
解説：ヒロシ・ヤング（2008年7月よりホスト兼任）
その他
- 井田國彦（総合演出も兼任）
- 「パチるん?娘」（2008年4月現在）アシスタント役として登場する。
  - 石川穂乃華
  - 橋場由喜
  - 和田めぐみ

## かつて放送されていた地域
2006年には、埼玉県・千葉県でも別バージョンで放送されていた。

### 埼玉版
テレ玉（2006年4月8日～12月23日 毎週(土)）・MONDO21（2006年4月～9月）、PS・STATION-TV（2006年11月～12月）で放送。ホストは鈴木早智子、解説は大崎一万発。

### 千葉版
千葉テレビ・パチンコ★パチスロTV!（2006年4月～9月）、PS・STATION-TV（2006年11月～12月）で放送。ホストは松田純、解説はゼットン大木。